# 石富宽
石富宽（1949年3月1日—），男，中国相声小品表演艺术家，一级演员，中国曲艺家协会理事。1985年，在吉林省曲艺协会组织的票选中被评为“十大笑星”之一。高凤山之徒。与杨蕾合作演出小品河边约会获得广泛好评。

## 历年春节联欢晚会小品
- 1987年 《打岔》
- 1992年 《小站联欢会》
- 1993年 《侯大明白》
- 1994年 《跑题》
- 1995年 《新春乐》
- 2004年 《十二生肖大拜年》